# 博福特戰役
博福特戰役（英語：Battle of Beaufort），別稱皇家港島戰役（英語：Battle of Port Royal Island），是于1779年美國獨立戰爭期間在南卡羅萊納州博福特附近進行的一場戰役。此場戰役發生在大不列顛王國軍隊加强對薩凡納周圍地區的管制后不久，其于1778年12月奪取了薩凡納。
奥古斯丁·普雷沃斯特准將于1779年1月下旬派遣200名英國正规军奪取了南卡罗来纳州布罗德河的皇家港島。南方美軍指揮官本傑明·林肯少将派遣南卡羅萊納州的威廉·莫爾特裏準將從普里斯堡率領一隻主要由民兵構成的混合軍隊（也包含了一些大陆军）以迎戰英軍的進攻。戰爭沒有結果，然而英軍首先選擇撤退而且傷亡相比美軍更爲慘重。

## 背景
英軍于1778年下旬從纽约和东佛罗里达聖奧古斯丁派遣遠征軍武力奪取喬治亞州薩凡納，開始了他們的“南方戰略”。由阿希巴尔德·坎贝尔中校率領的紐約遠征軍首先抵達薩凡納，并於1778年12月29日成功奪取了該城鎮。薩凡納的殘餘守軍與本傑明·林肯少将率領的南卡羅萊納州民兵于南卡羅萊納州普里斯堡聯合起來，共同抵抗英軍的侵略行徑。
當奥古斯丁·普雷沃斯特准將于1779年1月中旬從聖奧古斯丁抵達薩凡納時，他就開始負責指揮當地的駐軍，其後於同月22日派遣一支由阿希巴尔德·坎貝爾率領的軍隊控制奧古斯塔並徵募效忠派民兵隊伍組建民兵連。普雷沃斯特此後決定派出一支軍隊占領南卡罗来纳州的皇家港島，他被人告知以爲保皇黨的情緒非常强烈。1月29日，英國皇家海軍一艘有槳帆船的全體船員牽引陛下之警戒號（一艘已被改造爲浮動炮臺不適合航海的风帆战列舰）穿越將希爾頓黑德島與大陸分隔的水道，隨同其航行的是一隻載有由威廉·加德納少校率領的來自第16與第60步兵團200位步兵的船隊。加德納命令這支船隊控制島上的主要定居點博福特。

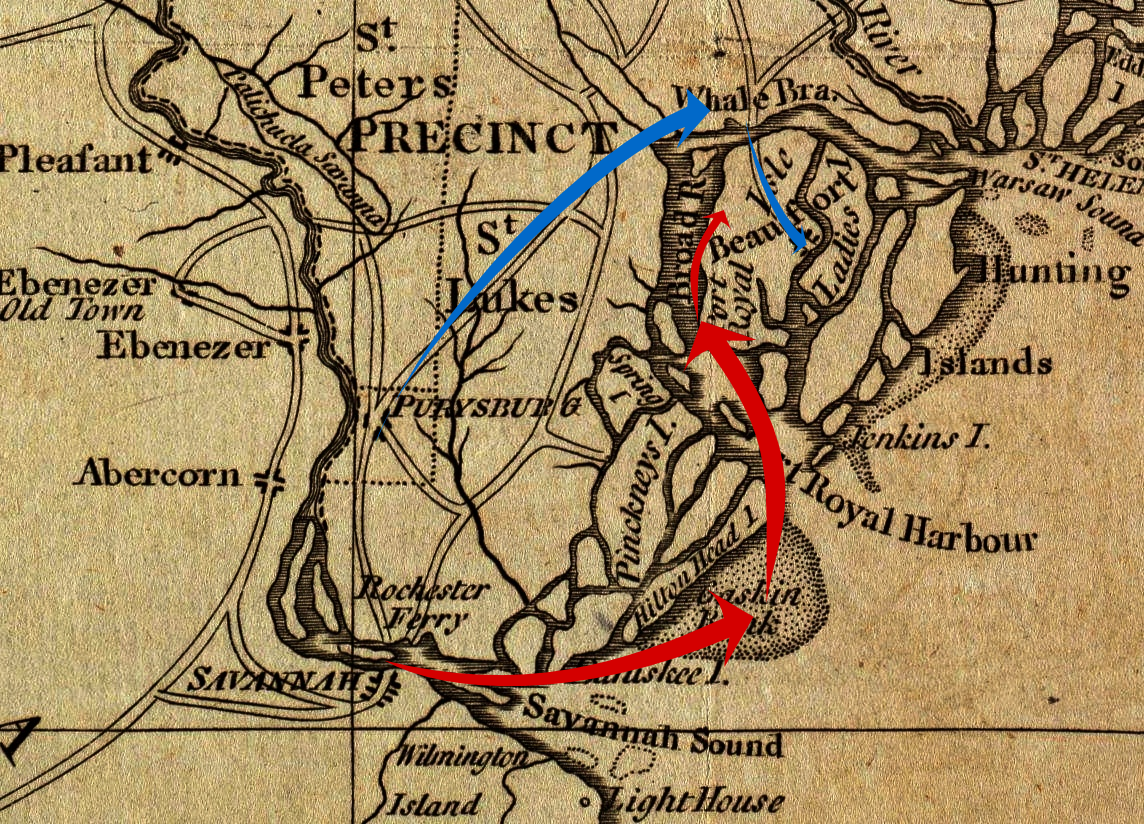
一張1779年的地區地圖，圖上有注解顯示部隊如何抵達皇家港島。英軍以紅色標示，美軍以藍色標示。

島上唯一的主要防御設施是利特尔顿堡，由約翰·德特雷維爾上尉率領的一隻大陸軍聯駐守。當德特雷維爾得知一隻規模較大的英軍正在向自己的方向行進時，他在堡壘的機關炮上釘上釘子並炸毀主要堡壘以防止英軍精英部隊使用那些機關炮。當林肯將軍得知與皇家港島的通信渠道被英軍切斷時，他派遣在1776年沙利文的島戰役建立了卓越功勛並率領300人反擊英軍進攻的南卡羅萊納州準將威廉·莫爾特裏。莫爾特裏部隊的官兵主要由來自南卡羅萊納州博福特地區的民兵構成，但也包含一些大陸正規軍以及來自查爾斯頓的兩個炮兵連，由前國會議員爱德华·拉特利奇以及小托馬斯·海沃德領導。這支部隊31日抵達皇家港的主要渡口，即德特雷維爾炸毀堡壘后不久。他們于2月1日越過該島並占領了博福特。

## 戰役
加德納軍隊的官兵于2月2日在皇家港島安德鲁·德沃種植園（今劳雷尔湾）處登陸，這位保皇黨人可能對這些官兵提供了指導。加德納派出了一支分遣隊去保衛島邊的渡口。這些官兵在遭遇愛國者部隊時撤退，此後加德納開始將自己的主力軍朝博福特的方向移動以面對美軍的攻勢。2月3日早些時候，莫爾特里將軍被警告注意英軍的出沒，此後將他的部隊調出城鎮之外。兩支部隊在皇家港島最高點附近會師，這座高地被稱之爲格雷丘陵，坐落於渡口以南大約3英里（4.8）以及島嶼中部地帶。

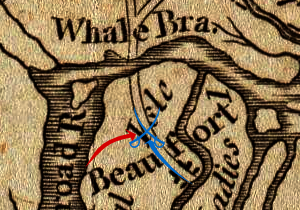
英軍登陸後戰爭動向

加德納把自己的官兵在靠近山頂的一些樹林旁排成一排，之後使用刺刀固定前進。美軍臨近并在鳥銃射程以外的開闊地帶排成一行。穆爾特裏將軍將兩門六磅野戰炮放置在他的部隊中央，右方有一門小型兩磅野戰炮。美軍隨後向英軍方向推進，穆爾特裏注意到“這場戰鬥顛覆了以往英軍和美軍的戰鬥方式，他們奪取灌木叢而我們奪取開闊地”。美軍首先使用大炮開火，之後用火槍掃射。戰鬥持續了大概45分鐘，此時美軍彈藥已處於匱乏階段。當英軍被觀察到正在撤退時，穆爾特裏也開始了撤軍并將戰場交給了美國人。一個輕騎兵連追趕英軍，近乎將英軍與他們的船隻切斷。美軍成功俘虜了26人，但由於人數過少因此無法俘虜所有英軍。

## 戰爭後續
除開被俘虜的人之外（消息來源稱有7或12個逃兵），英軍據稱有40人遭受殺害或負傷，即使逃兵報告稱有近一半的加德納軍隊官兵被美軍炮火擊中。反之美軍僅有8名官兵遭受殺害，另有22名官兵受傷。
加德納因爲自己的分遣隊距離其船隻過遠遭受重創而受到普雷沃斯特的譴責。然而這并非加德納的過失，因爲他并未獲得保皇黨的支持。一隻主要由民兵構成的部隊戰勝了英國正規軍的事跡鼓舞了美軍的士氣。然而，3月上旬美軍在布賴爾溪戰役遭受的嚴重損傷推遲了自己對普雷沃斯特于喬治亞的部隊采取攻勢的計劃。當林肯4月份向奧古斯塔調動軍隊時，普雷沃斯特也向查爾斯頓調動軍隊，但在撤退回薩凡納時僅對該市做了短暫的封鎖。在這場戰役期間，皇家港島又一次被英軍攻占。
這場戰役在戰役進行地點附近的21号美国国道上有一公路標記以作紀念。利特爾頓堡遺跡被名列國家史蹟名錄。

## 注解
1. 1 2  這位英軍指揮官時而被誤認爲是第16步兵團的瓦倫丁·加德納少校，他也參與了此次遠征。威廉·加德納則是第60步兵團的一名少校。 (Wilson, p. 199) 加德納的名字有時也被拼成“Gardiner”。
2. 1 2 3 4  O'Kelley, p.235
3. 1 2  Wilson, p. 100
4. ↑  Russell, pp. 100–103
5. ↑  Wilson, p. 82
6. 1 2  Russell, p. 104
7. 1 2 3  Rowland et al, p. 216
8. ↑  Rowland et al,  p. 215
9. ↑  Wilson, pp. 52–53, 97
10. ↑  Rowland et al,  pp. 216–217
11. 1 2 3  Rowland et al, p. 217
12. ↑  Gordon, p. 64
13. 1 2 3  Rowland et al, p. 218
14. 1 2  Wilson, p. 101
15. ↑  Wilson, pp. 101–112
16. ↑  . HMDB.org.   [2012-01-05]. （原始内容存档于2016-11-29）.
17. ↑  . National Register of Historic Places. National Park Service. 2009-03-13.